# Hanna Zych-Cisoń

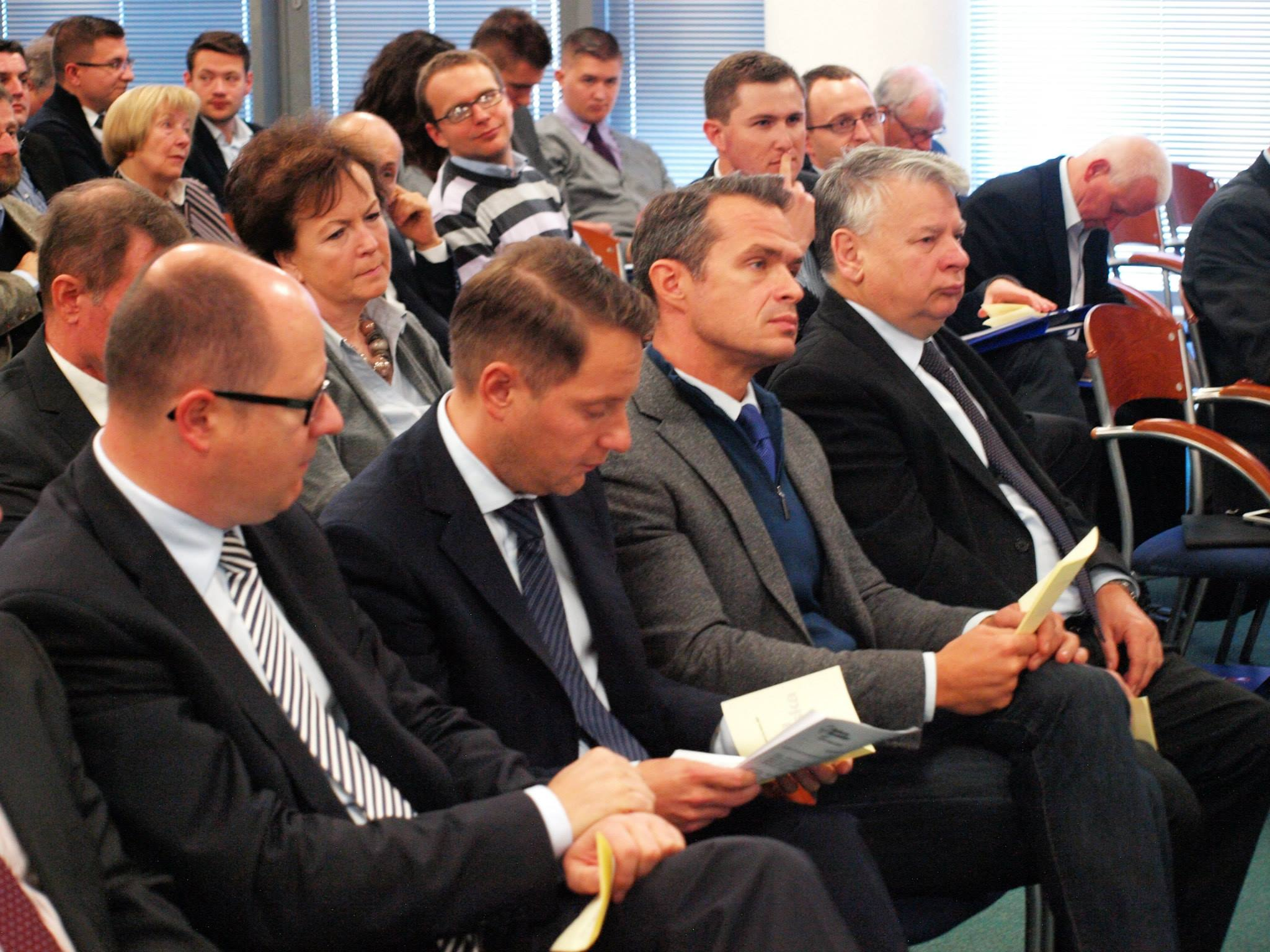
Hanna Zych-Cisoń w drugim rzedzie (2013)

Hanna Maria Zych-Cisoń (ur. 6 października 1955 w Sopocie) – polska działaczka samorządowa i społeczna, w latach 2010–2014 wicemarszałek, następnie do 2016 członek zarządu województwa pomorskiego.

## Życiorys
Ukończyła IX LO w Gdańsku. Absolwentka inżynierii środowiska na Politechnice Gdańskiej, ukończyła także podyplomowe studia menedżerskie w Wyższej Szkole Bankowej. Jest długoletnią działaczką Polskiego Stowarzyszenia Diabetyków, współtworzyła i przez ponad 20 lat kierowała oddziałem pomorskim, była także wiceprezesem zarządu głównego tej organizacji.
W wyborach w 2006 uzyskała mandat radnej sejmiku pomorskiego z ramienia Platformy Obywatelskiej. Pełniła funkcję jego wiceprzewodniczącej. W 2010, 2014 i 2018 ponownie wybierana na radną województwa.
W kadencji 2010–2014 była wicemarszałkiem, w 2014 została powołana na członka zarządu województwa. W 2015 bez powodzenia kandydowała do Sejmu. W lipcu 2016 zrezygnowała z zasiadania w zarządzie województwa. W tym samym roku została wybrana na wiceprzewodniczącą sejmiku pomorskiego, pozostała na tej funkcji również w kolejnej kadencji samorządu województwa. W wyborach w 2024 bez powodzenia kandydowała do sejmiku pomorskiego.

## Odznaczenia
Odznaczona Srebrnym (1993) i Złotym (2001) Krzyżem Zasługi.